# Thái Sơn, Thái An
Thái Sơn (chữ Hán giản thể: 泰山区, âm Hán Việt: Thái Sơn khu) là một quận thuộc địa cấp thị Thái An, tỉnh Sơn Đông, Cộng hòa Nhân dân Trung Hoa. Thái Sơn giáp quận Lịch Thành của Tế Nam về phía bắc, giáp huyện Trường Thanh, chiều dài đông-tây là 22,3 km, chiều dài bắc-nam là 23,75 km. Quận Thái Sơn có diện tích 336,86 km², dân số 330.000 người, trong đó dân số phi nông nghiệp là 620.900 người. Mã số bưu chính của quận Thái Sơn là 134300, mã vùng điện thoại là 0538. Quận Thái Sơn được chia thành 5 nhai đạo, 2 trấn, 1 hương. Tổng cộng có 201 ủy ban thôn cư.
- Nhai đạo biện sự xứ: Đại Miếu, Tài nguyên, Thái Tiền, Thượng Cao, Từ Gia Lâu.
- Trấn: Tỉnh Trang, Khâu Gia Điếm.
- Hương: Đại Tân Khẩu.